# Облога Сігетвара (1566)
Облога Сігетвара (тур. Zigetvar Kuşatması) — облога невеликої угорської фортеці Сігетвар армією Османської імперії на чолі з султаном Сулейманом I, що тривала з 6 серпня по 8 вересня 1566 року. Сігетвар знаходився на території Угорщини, що належала Габсбурзькій імперії, фортецю обороняли хорвати та угорці на чолі з баном Хорватії Міклошем Зріньї. Хоча османська армія перемогла і захопила місто, сам султан Сулейман I помер під час облоги та внаслідок великих втрат протягом облоги бойовий дух османської армії суттєво впав.
Значущість облоги оцінювалася сучасниками дуже високо, кардинал Рішельє назвав її «Битвою, що врятувала цивілізацію».

## Передумови
На час проведення облоги 71-літній Сулейман І був досвідченим воєначальником, що взяв участь у 12 воєнних конфліктах, проте вже 11 років не командував армію. Через це він передав обов'язки головнокомандувача Соколлу Мехмед-паші.
Сам султан був не в змозі особисто керувати конем і був доставлений зі Стамбула на кінній повозці. Під час облоги він знаходився в наметі та отримував інформацію про стан на полі бою від візира.
Османська армія досягла Сігетварського замку 6 серпня 1566 року. Зріньї зібрав військо приблизно з 2300 воїнів ще до початку облоги. Воно складалося з його особистої армії, а також загонів друзів та союзників.

## Облога
Облога почалася в серпні 1566 року, захисники форту (в основному хорвати) відбивали атаки осман до вересня. Попри слабку комплектацію та явну перевагу армії Сулеймана в чисельності, підкріплення з Угорщини не надходило.
Офіційні дані стверджують, що султан Сулейман помер над ранок 7 вересня. Судячи з віку, смерть була природною, але стрес і втоми від важкої облоги, безумовно, зіграли свою роль. Великий візир Соколлу Мехмед-паша вирішив не повідомляти армії про смерть султана, щоб не послабити волю до перемоги в останні дні боротьби.
На наступний день після смерті Сулеймана відбулась остання битва. В першій половині 7 вересня османи почали вирішальний штурм, використовуючи всі засоби (у тому числі «грецький вогонь», канонаду, залповий вогонь і багато іншого). Врешті-решт остання хорватсько-угорська вежа в Сігетвару була спаленою.
Зріньї у шовковому вбранні та з золотим ключем на грудях разом з шістьма сотнями вояків рушив в щільні ряди османів. Шляхетний командир, який витримував облогу протягом 36 днів, упав, вражений трьома кулями. Османи взяли форт і виграли битву. Тільки семи захисникам вдалося пробитися через турецьке розташування військ.
Попри перемогу, турецькі втрати були дуже численними, бойовий дух османської армії суттєво впав.

## Повернення до Стамбулу
Облога затримала тогорічний напад Османської імперії на Відень. Те, що старий султан помер, значило, що будь-яке прийняття серйозних рішень (як напад на Відень) повинно було бути обговорено з новим султаном; для цього візир Мехмед-паша вирушив до Стамбула, де вже зустрівся з наступником Сулеймана султаном Селімом II.